# 鄭貞銘
鄭貞銘（1936年5月15日—2018年2月19日），福建省林森縣（今福州市閩侯縣）人，筆名正鳴，台灣大眾傳播學者。曾任中國文化大學新聞暨傳播學院院長、中國文化大學新聞學系及其研究所的專任教授，兼任香港珠海學院新聞暨傳播研究所所長。

## 生平
鄭貞銘於1955年畢業於國立基隆高中、國立政治大學新聞學系學士畢業、國立政治大學新聞學研究所碩士、中國文化大學名譽文學博士。
北京師範大學客座教授、福州大學客座教授、南京大學新聞研究所高級研究員、珠海大學新聞學研究所所長、中國文化大學新聞學系教授、上海交通大學教授、湖南大學教授、中南大學教授、中國國民黨中央文化工作會副主任、中國國民黨青年工作會總幹事、中國國民黨中央青年工作會專任委員、中國國民黨中央評議委員、人文科學基金會副董事長、中央日報採訪副主任、中央日報資料副主任、中央日報記者、中央日報航空版主編、英文中國郵報副社長兼總編輯、華欣文化事業中心副主任、香港時報董事長、中華民國大眾傳播教育協會副理事長兼秘書長、中華民國傳播發展協會理事長、中央通訊社常務監事。
2018年2月14日，因腎衰竭住院，同年2月19日急救無效而逝世，享壽81歲。

## 學術理念
鄭貞銘教授認為，中國文化大學新聞系的學生必須要向第一流的人看齊，向第一流的人學習，唯有透過向第一流的人學習才能讓自己成為第一流的人才。中國文化大學透過一些好的制度的建立，維持了超過半個世紀的優良系風，希望透過這些歷史努力奮鬥的光榮可以繼續被發揚光大，而學生能在學習過程中擁有抱負以及理想，在未來透過所學對社會可以帶來正向的影響。

## 榮譽
1999年，鄭貞銘榮獲中國文藝協會頒發的中國文藝獎章散文創作獎。
2015年，榮獲中國文化大學頒發榮譽文學博士。

## 著作
- 《新聞採訪的理論與實際》：臺灣商務印書館1966年10月初版、1998年11月再版（ISBN 9570505400）。
- 《大眾傳播學理》：華欣文化事業中心1974年初版。
- 《美國大眾傳播》：臺灣商務印書館1977年12月初版、2014年9月增修本（ISBN 9789570529548）。
- 《新聞採訪與編輯》：三民書局1978年初版。
- 《新聞學與大眾傳播學》：三民書局1978年9月初版。
- 《新聞與傳播》（與林東泰、鍾蔚文合著）：國立空中大學1987年初版，ISBN 957-661-082-6。
- 《守望媒介》：幼獅文化1991年初版，ISBN 957530263X。
- 《人是自己生命的建築師》：健行文化1996年初版，ISBN 95769680019。
- 《老師的另類情書》：遠流出版1998年初版，ISBN 978-957-32-3568-2。
- 《中外新聞傳播教育》：遠流出版1999年初版，ISBN 978-957-32-3756-3。
- 《民意與民意測驗》：三民書局2001年初版，ISBN 9789571433387。
- 《百年報人1：報業開路先鋒》：遠流出版2001年初版，ISBN 957-32-4453-5。
- 《百年報人2：跨世紀的報人》：遠流出版2001年初版，ISBN 957-32-4454-3。
- 《百年報人3：一代新聞宗師》：遠流出版2001年初版，ISBN 957-32-4455-1（ISBN 978-957-32-4455-4）。
- 《百年報人4：全方位的記者》：遠流出版2001年初版，ISBN 957-32-4456-X。
- 《百年報人5：報業的拿破崙》：遠流出版2001年初版，ISBN 957-32-4457-8。
- 《百年報人6：跨國媒體大亨》：遠流出版2001年初版，ISBN 957-32-4458-6。
- 《鄭貞銘學思錄：無愛不成師》：遠流出版2005年初版，ISBN 957-32-5602-9；三民書局2010年3月初版，ISBN 978-957-14-5328-6。
- 《20世紀中國新聞學與傳播學·台灣新聞傳播事業卷》：復旦大學出版社2005年4月第一版，ISBN 7-309-04350-2。
- 《世界百年報人》：復旦大學出版社2006年6月第一版，ISBN 978-7-309-04995-4。
- 《新聞編輯與採訪》（與陳東園合著）：國立空中大學2007年8月初版，ISBN 9789576617775。
- 《鄭貞銘學思錄：人生舞台》：三民書局2010年4月初版，ISBN 978-957-14-5328-6。
- 《鄭貞銘學思錄2：橋》：三民書局2010年7月初版，ISBN 978-957-14-5346-0。
- 《新聞採訪與寫作》（與廖俊傑、周慶祥合著）：威仕曼文化2010年11月初版，ISBN 978-986-85746-5-6。
- 《傳播大師》：臺灣商務印書館2014年8月初版，ISBN 9789570528909。
- 《百年大師》（上、下冊，與丁士軒合著）

1. ↑  
.   [2018-02-19]. （原始内容存档于2018-02-20）.